# 莫諾城 (加利福尼亞州)
莫諾城（英語：Mono City）是位於美國加利福尼亞州莫諾縣的一個人口普查指定地區。

## 地理
莫諾城的座標為38°02′27″N 119°08′41″W / 38.04083°N 119.14472°W，而該地最高點為海拔高度2063米（即6768英尺）。

## 人口
根據2010年美國人口普查的數據，莫諾城的面積為14.048平方千米，當中陸地面積為14.048平方千米，而水域面積為0.000平方千米。當地共有人口172人，而人口密度為每平方千米12人。